# Інститут Рікарду Бреннанда

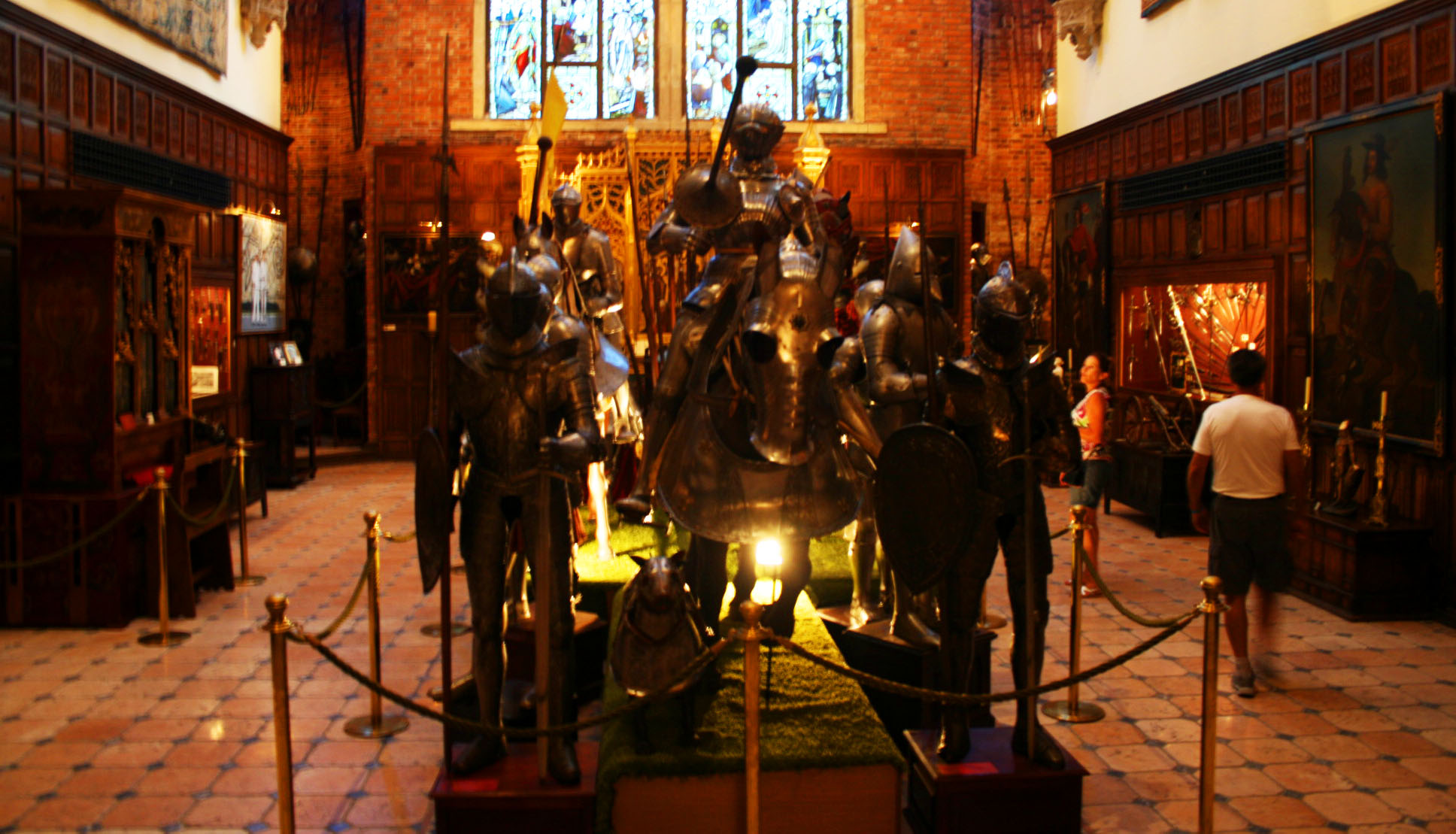
Інтер'єр музею

Інститут Рікарду Бреннанда (порт. Instituto Ricardo Brennand) — музей розташований в районі Варзеа міста Ресіфі (штат Пернамбуку, Бразилія). Музей засновано 2002 року на основі приватної колекції пернабуканського колекціонера і бізнесмена Рікарду Бреннанда. Музей знаходиться в архітектурному комплексі, побудованому в середньовічному стилі. До комплексу входять: арсенал, пінакотека, галерея, каплиця Богородиці та парк з великою кількістю скульптур.
Музей має постійну колекцію з історико-художніх об'єктів різного походження, що охоплюють період від початку Середньовіччя до XXI століття, багату історичну документацію і іконографію, пов'язаних з колоніальним періодом країни і періодом Голландської Бразилії. У тому числі там знаходиться найбільша в світі колекція картин Франса Поста (двадцять робіт).
Інститут Рікарду Бреннанда (ІРБ) також має одну з найбільших у світі колекцій європейської і азійської холодної зброї XIV—XXI століть. Бібліотека інституту містить велику колекцію бразильських і інших рідкісних книг (понад 60 тисяч томів).

## Історія
Музей був заснований Рікарду Бреннандом, бразильським підприємцем англійського походження. Він народився в місті Кабу-ді-Санту-Агостінью 1927 року. Сім'я Бреннандов мала цукрові заводи в Північно-східному регіоні Бразилії, займалася також будівництвом і виробництвом виробів з цементу, плитки, скла, порцеляни й стали. З юності, отримавши в подарунок перший ніж, Рікарду почав збирати колекцію холодної зброї. Колекціонував переважно зброю ближнього бою, збираючи зразки протягом наступних десятиліть, що і стало основою для однієї з найбільших приватних колекцій цієї категорії в світі.
У 1990-х роках Бреннанд вирішив інвестувати свій капітал, отриманий від продажу частини своїх заводів, в створенні культурного фонду, який би займався збереженням його колекції і створенням на її основі музею. Ще до відкриття інституту, почав купувати витвори мистецтва і предмети, що відносяться до історії Бразилії, особливо до періоду окупації Нідерландами у 1630-1654 роках Північно-східного регіону країни. Протягом декількох років Бреннанд придбав багату колекцію картин голландського художника Франса Поста, а також пейзажі і портрети сімнадцятого століття, карти, гобелени, монети, документи, рідкісні книги, які стосуються бразильської тематиці.
Інститут (музей) Рікарду Бреннанда (ІРБ) був відкритий у вересні 2002 року. У ньому була організована пересувна виставка «Альберт Екхаут повертається до Бразилії». Частина виставки була виставлена в Пінакотеці штату Сан-Паулу, інша — в столиці і в Імператорському палаці Ріо-де-Жанейро. Таким чином, Інститут Рікарду Бреннанда вперше представив бразильський громадськості повний набір картин Екхаута, що належать Національному музею Данії. У наступному році в Ресіфі відкрилася виставка «Франс Пост і голландська Бразилія» в будівлі Інституту Рікарду Бреннанда в присутності Королеви Нідерландів Беатрікс, принца Віллема-Олександра і принцеси Максими.
Крім постійних і тимчасових виставок, ІРБ пропонує екскурсії. Проводяться курси з історії мистецтва: освітня програма призначена для учнів системи державної і приватної освіти Пернамбуку, програми художньої освіти — для вчителів і представників культурної громадськості.
У 2014 році ІРБ був визнаний кращим музеєм у Південній Америці і увійшов до списку 25 кращих музеїв світу за версією користувачів TripAdvisor.

## Архітектурний комплекс і парк
Інститут Рікарду Бреннанда розташований в комплексі будівель, побудованих в стилі Тюдорів (стилі пізньої англійської готики). Площа комплексу 77 000 м². Ці сучасні будівлі поєднанні з деякими оригінальними декоративними елементами, такими як підйомний міст, вівтар у готичному стилі і барельєфи гербів. Комплекс включає в себе музей зброї та лицарських обладунків, художню галерею, бібліотеку, сховище (пінакотеку), глядацьку залу місткістю 120 осіб, зони обслуговування відвідувачів, а також технічні та адміністративні приміщення.
Навколо комплексу знаходиться великий парк площею 18 000 гектарів зі штучними озерами, великими скульптурами, такими як копії «Мислителя» Огюста Родена та «Давида» Мікеланджело, а також скульптурними роботами Фернандо Ботеро, Соні Еблінг і Леопольдо Мартінса.

## Колекція
Колекція Інституту Рікардо Брендана налічує тисячі предметів з Європи, Азії, Америки та Африки й охоплює період від пізнього середньовіччя до 20-го століття. Колекція складається з наступних розділів:
- Арсенал (колекція зброї),
- Колекція предметів декоративно-ужиткового мистецтва, меблів і гобеленів,
- Художня галерея.

### Арсенал

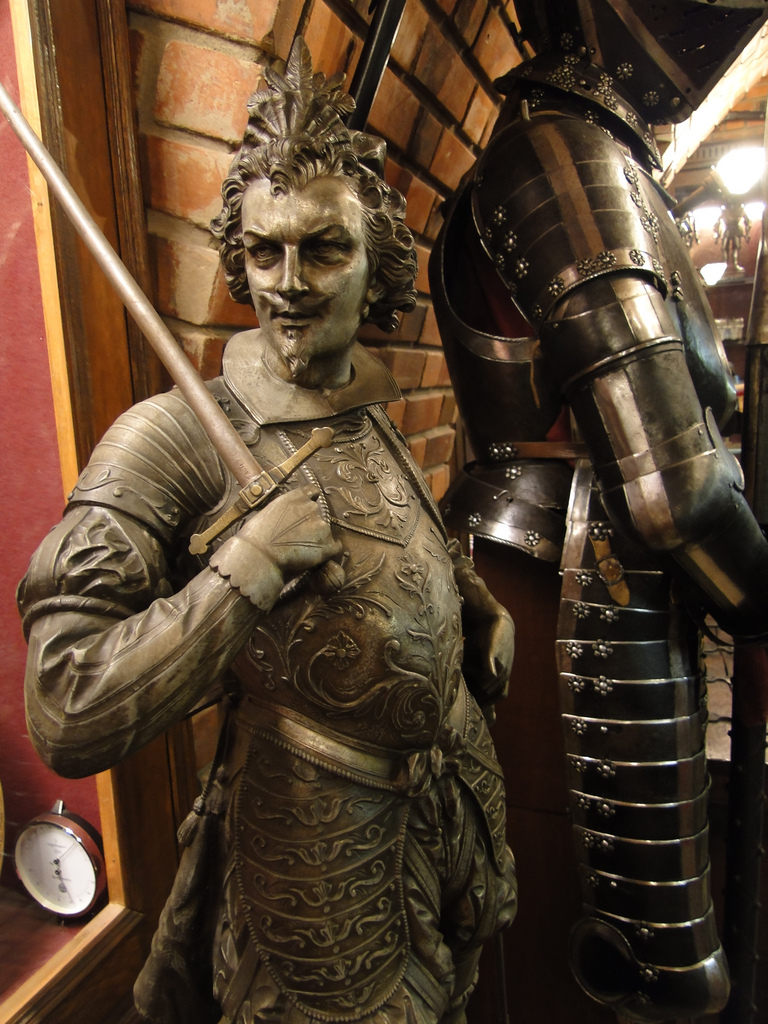
Середньовічний обладунок

Основою колекції зброї є колекція Рікарду Бреннанда. Вона складається з більш ніж 3000 предметів з Англії, Франції, Італії, Німеччини, Іспанії, Швеції, Туреччини, Індії та Японії, будучи однією з найбільших в світі колекцій в своєму роді.
Колекція поділяються на конкретні сегменти: мисливська зброя, військова зброя (наступальна і оборонна), засоби індивідуального захисту. Одною з найбільших цінностей колекції є набір 27 повних лицарських обладунків (тобто щитів, шоломів, рукавиць і кольчуг), вироблених в період між XIV і XVII століттями, а також броня для коней і собак.
Колекція холодної зброї включає кинджали, стилети, мечі, арбалети, булави, алебарди, а також ножі складані та художні (зі сталі та інших металів) різних розмірів і форм, що охоплюють період з п'ятнадцятого століття до наших днів. У їх числі є екземпляри, прикрашені дорогоцінним камінням, слоновою кісткою, рогом та перламутром. Звертають на себе увагу і складані ножі, а також набори традиційних британських столових приладів виробництва фабрики Joseph Rodgers & Sons Limited, заснованої в Шеффілді 1724 року.

### Колекція предметів декоративно-ужиткового мистецтва, меблів і гобеленів
Ядро колекції декоративно-прикладного мистецтва складається з предметів європейського, азійського і африканського походження, що відносяться до сімнадцятого сторіччя. Колекція включає свічники, канделябри, глеки, мозаїку, вітражи, сейфи, китайську порцеляну, музичні інструменти та інше.

### Художня галерея

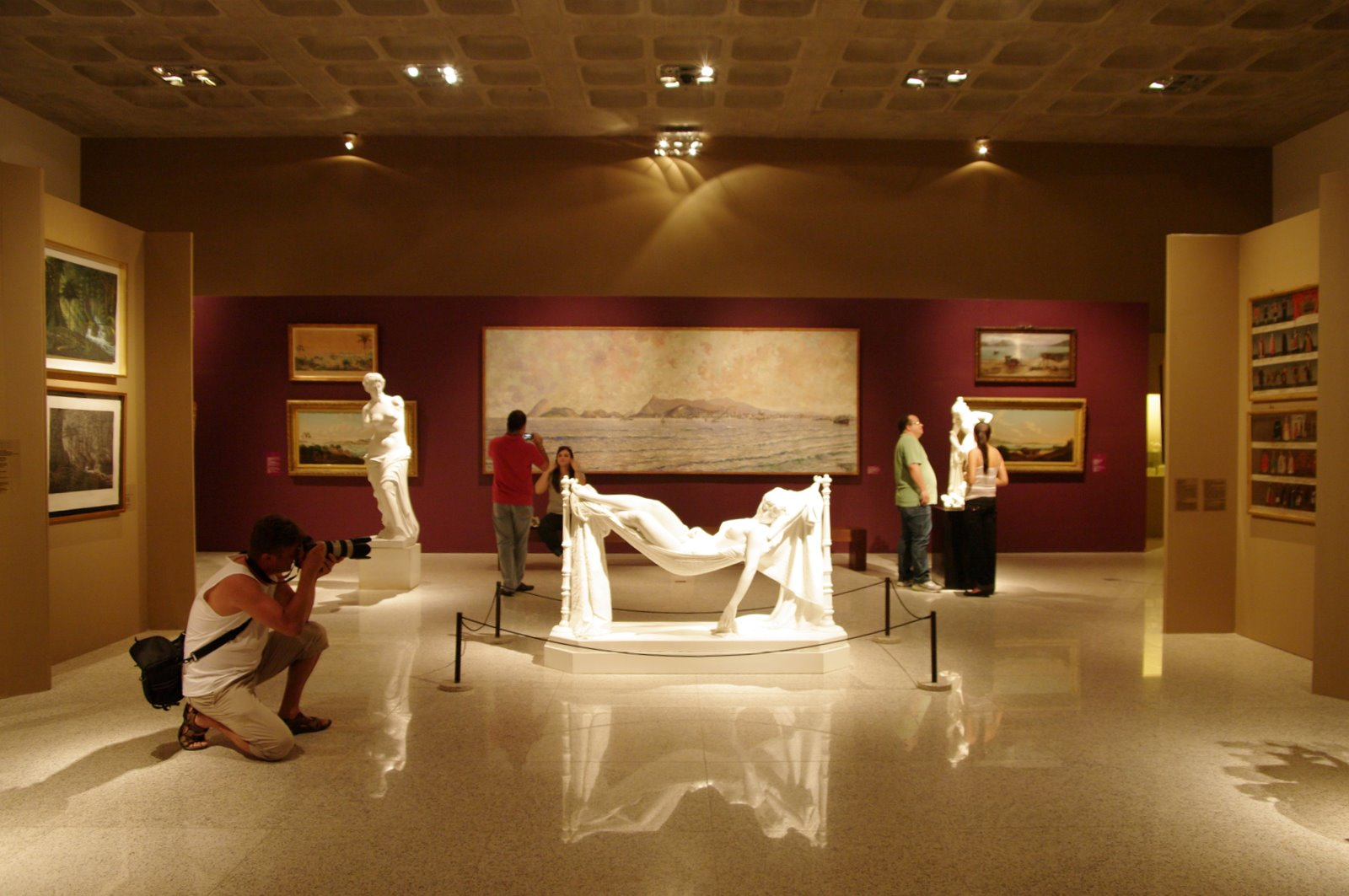
У залах музею

Ядро колекції образотворчого мистецтва складається з картин, скульптур, малюнків і гравюр бразильських і зарубіжних художників починаючи з 15 століття. Колекція бразильського мистецтва представлена переважно пейзажними і іконографічними роботами. У колекції знаходяться полотна таких художників, як Карлос Жуліан, Клод Франсуа Форт'є, Ніколя Антуан Таунай, Жан-Батист Дебре, Йоганн Моріц Ругендас, Анрі Ніколя Віне, Еміль Баух, Нікола Антоніо Фачинетті, Луїс Шлаппріз, Франц Генріх Карлс, Франц Хагедорна, Джованні Баттіста Кастаньото, Елізеу Вісконті, Джеронімо Хосе Теллес Хуніор і Бенедіту Калішту.
Колекція європейського живопису характеризується акцентом на жанрові сцени. Виділяються барокові натюрморти Франческо Нолетті та твори Енріке Лопеса Мартінеса, Тіто Лессі і Блеза Александра Десгоффа. Представлені також роботи Едуарда Ріхтера, Еммануеля де Д'єдонне, Дельфіна Анжольра, Адольфа Вільяма Бугро.
У колекції скульптур є шматок дерева п'ятнадцятого століття, що має вигляд скульптури чорної рабині в старовинному костюмі. У колекції також є твори Джованні Марії Бенцоні, Анрі Луї Левассера, Абелардо-да-Ора.

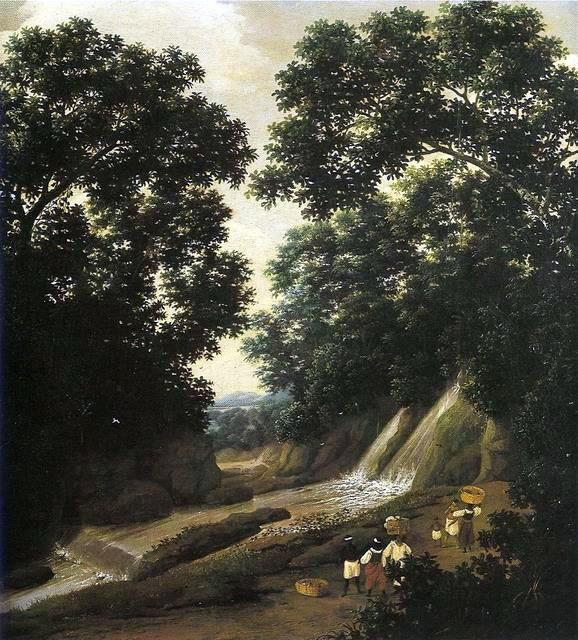
Франс Пост, «Водоспад у лісі», 1657
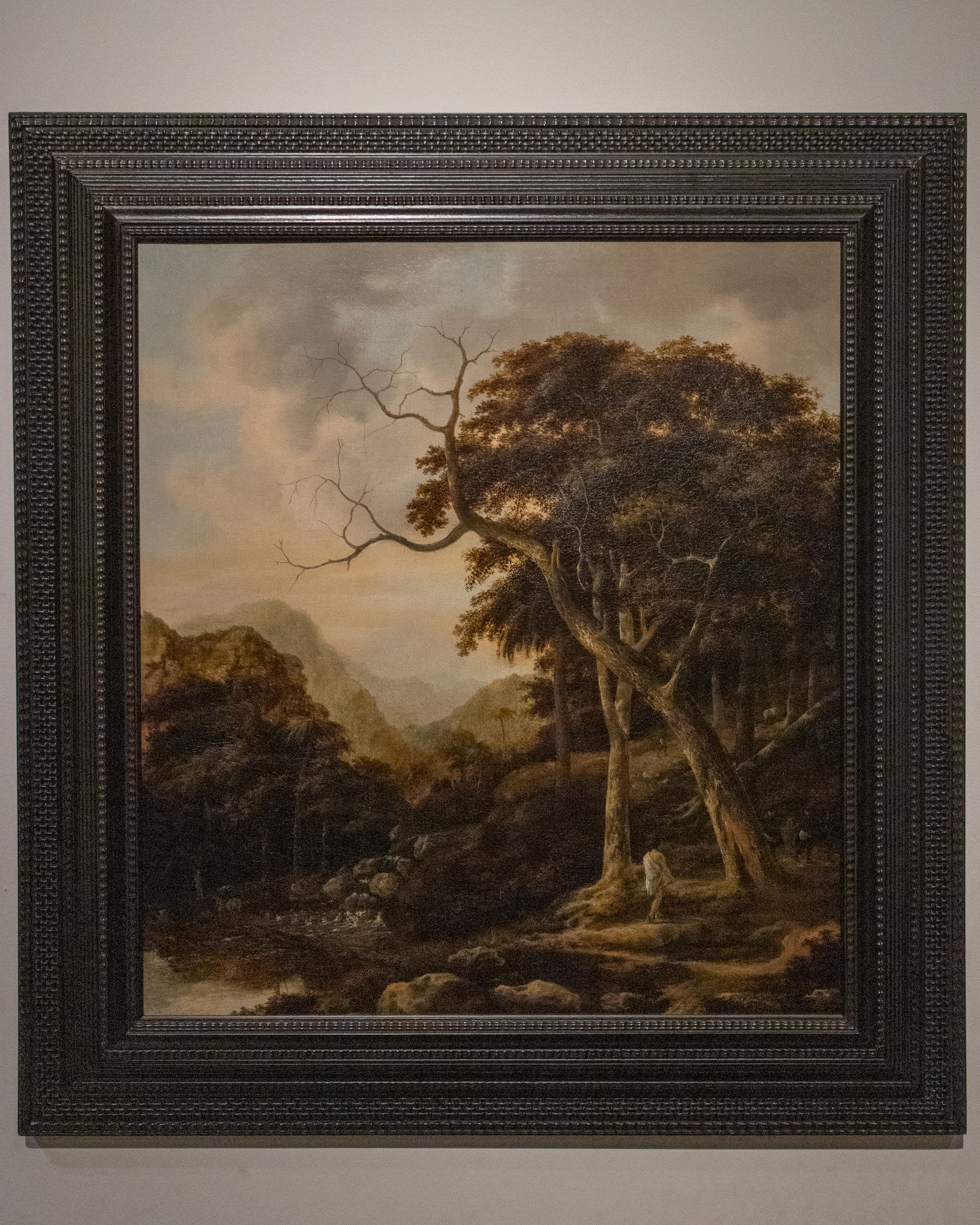
Гілліс ван Шендель, «Бразильський пейзаж», 1665
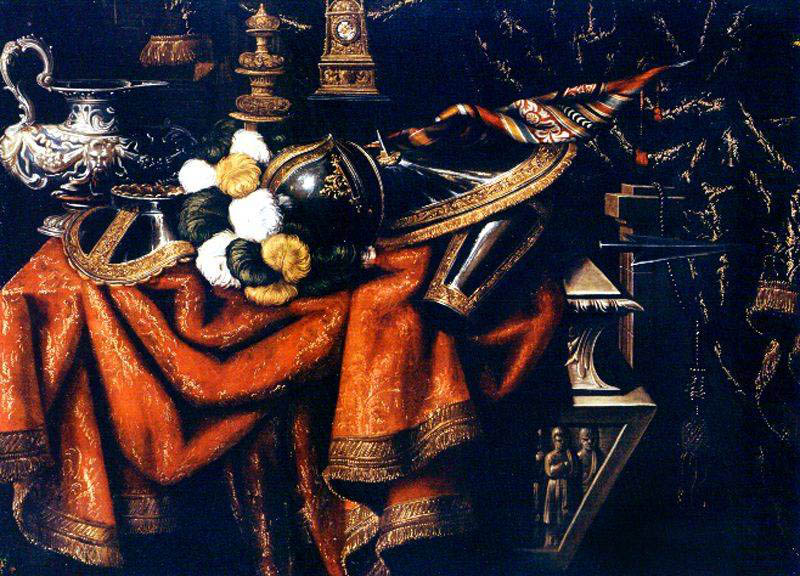
Франческо Нолетті, «Коштовний посуд і годинник та парадні обладунки», до 1653 року
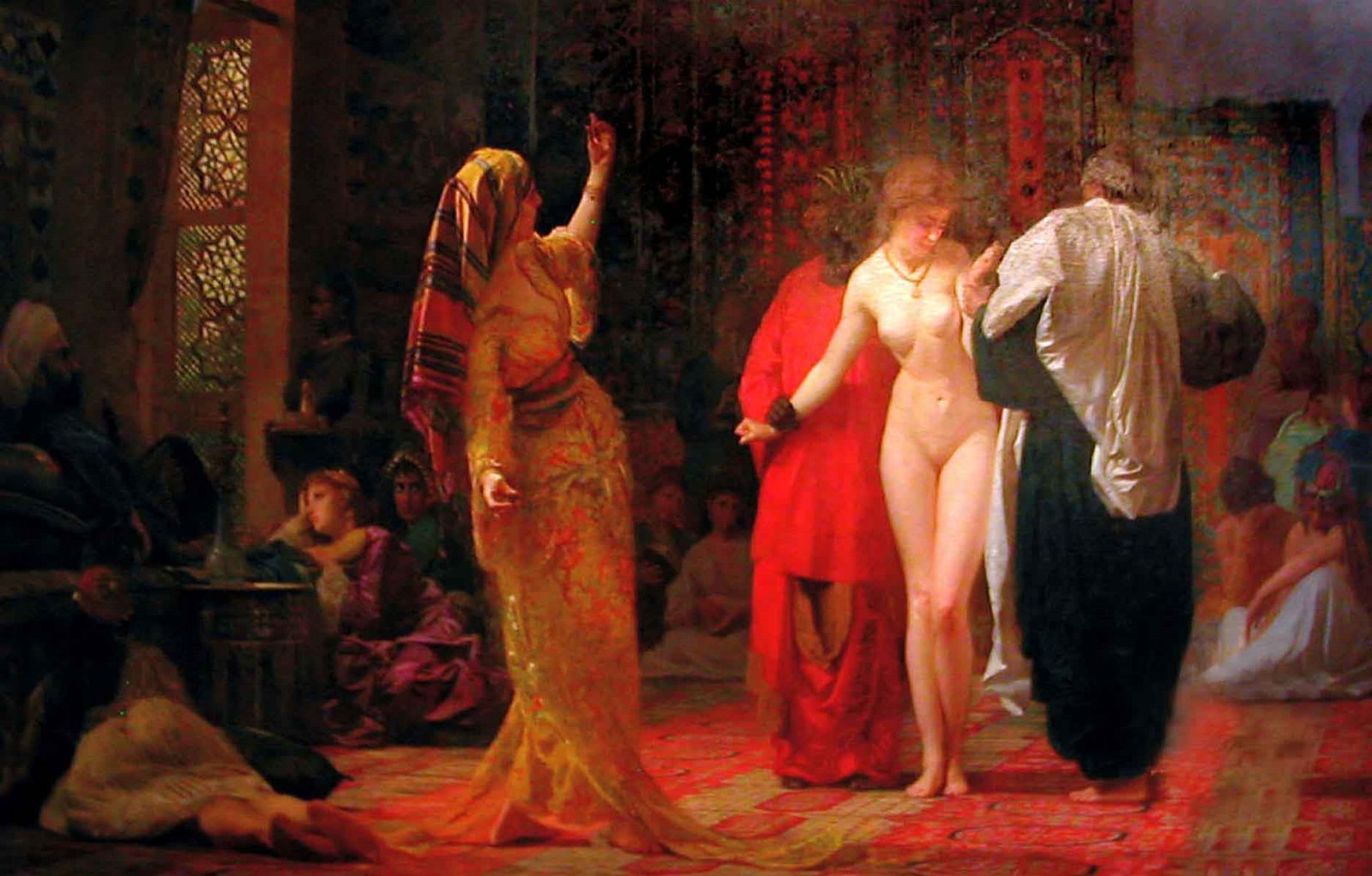
Доменіко Россо, «Ринок білих рабинь», 1884
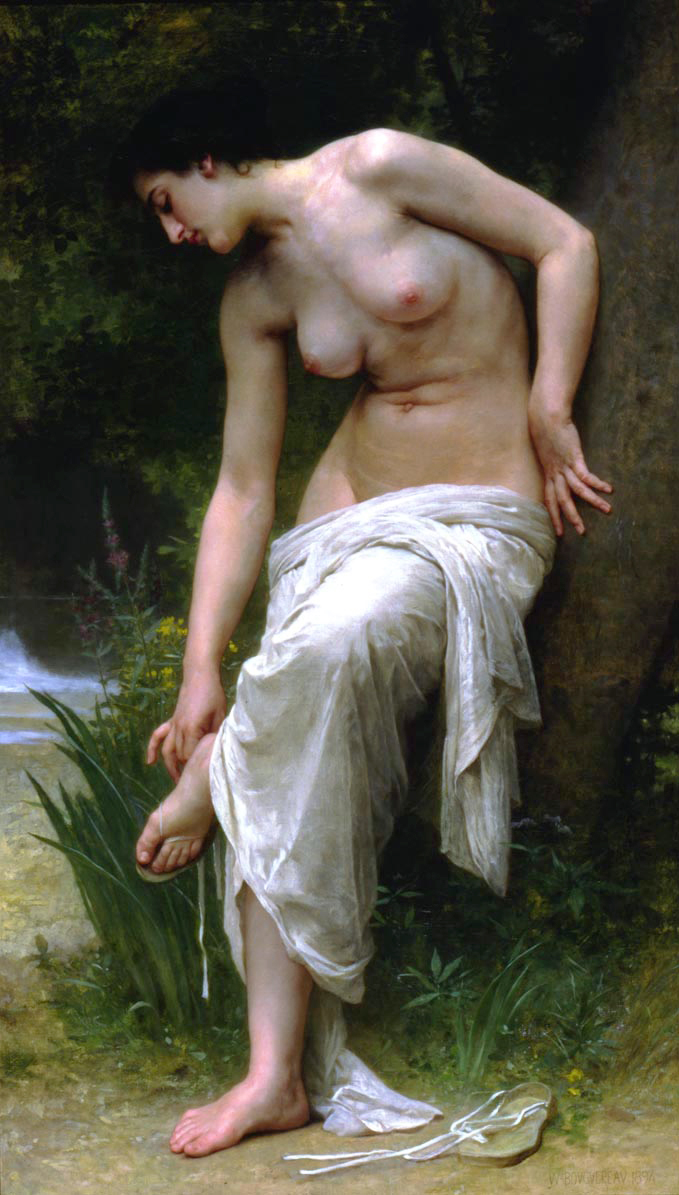
Адольф Вільям Бугро, «Після ванни», 1894